# Escuela de Derecho Ponciano Arriaga
La Escuela de Derecho Ponciano Arriaga inició como una institución privada y es actualmente pública de educación superior. Fue fundada en 2015 por una asociación civil sin fines de lucro. En la actualidad ofrece la Licenciatura en Derecho en forma totalmente gratuita.

## Historia
La Escuela de Derecho Ponciano Arriaga fue fundada en el año 2015 por una asociación civil sin fines de lucro. Es una institución privada de educación superior con validez oficial (RVOE) otorgada por la Secretaría de Educación Pública. 
Esta universidad tiene la finalidad de impulsar una nueva manera de formar juristas en México, forjándolos con un mayor compromiso con el nuevo paradigma constitucional que rige en nuestro país a partir de la reforma a la Carta Magna en materia de derechos humanos el 10 de junio de 2011.
Así mismo, el día 17 de febrero de 2020, se aperturó un diálogo con las autoridades, las cuales fueron omisas y estalló un paro estudiantil exigiendo certeza jurídica en sus estudios así como mejores condiciones escolares, sin resolver las demandas de los estudiantes.
La Escuela de Derecho Ponciano Arriaga se encuentra ubicada en el corazón del Centro Histórico, en la antigua casa del intelectual mexicano Luis González Obregón, quien fue escritor, bibliófilo, cronista, historiador y miembro de La Academia Mexicana de la Lengua y director de la Academia Mexicana de la Historia.
Actualmente esta Universidad forma parte de las Universidades para el Bienestar Benito Juárez García, Sede Cuauhtémoc. La Escuela de Derecho Ponciano Arriaga desapareció, ya que las UBBJ no conservaron su filosofía y calidad académica.

## Paro estudiantil del 17 de febrero de 2020
La Escuela de Derecho Ponciano Arriaga se caracterizó siempre por ser un proyecto que defiende Derechos Humanos y mantiene un estudio constante desde una visión crítica del Derecho.
El 17 de febrero de 2020 inició un paro de actividades derivado de la "Austeridad" y la precarización de los servicios de la institución después de la incorporación al proyecto social de las 100 Universidades para el Bienestar Benito Juárez García. 
La Asamblea tripartita para organizar el movimiento tomó lugar en la plaza de Santo Domingo, frente a la Secretaría de Educación Pública.
El paro estudiantil se extendió en el transcurso de la pandemia por COVID-19 y siguen buscando una respuesta a su pliego petitorio.
Entre las demandas que se expusieron se encuentran:
- 1. La destitución de Verónica Castro Flores, debido a su pobre desempeño como directora de la institución.
- 2. Mayores recursos para la escuela y reinstalar los servicios de enfermería y biblioteca.
- 3. Reglas claras de titulación.
- 4.Transparentar los recursos.

## Profesores destacados
La Escuela de Derecho Ponciano Arriaga se caracteriza por la calidad de sus profesores, respaldados en sus grados académicos, pero también en su destacada trayectoria profesional. Un rasgo fundamental del proyecto de la Universidad es la especialización de las materias que imparten.
- I. Netzaí Sandoval, máster en Derecho Parlamentario, Elecciones y Estudios Legislativos por la Universidad Complutense de Madrid. Fue asesor del Presidente de la Suprema Corte de Justicia de la Nación. Es un abogado certificado por el Poder Judicial de la Federación para ejercer el cargo de Secretario de Estudio y Cuenta.
- II. Bernardo Bátiz, procurador de Justicia del Distrito Federal (2000-2006).
- III. Dr. Jaime Cárdenas, doctor en Derecho por la  Universidad Nacional Autónoma de México y Universidad Complutense de Madrid, investigador IIJ-UNAM (SNI Nivel III) y consejero Electoral del Consejo General del Instituto Federal Electoral (1996-2003).
- IV. Dr. Juan Luis González Alcántara Carrancá, doctor en Derecho por la Universidad Nacional Autónoma de México. Actualmente Ministro de la Suprema Corte de Justicia de la Nación.
- V. Dr. Antonio Muñozcano, doctor en Derecho por la Universidad Autónoma de Barcelona, magistrado de la Cuarta Sala Familiar del Tribunal Superior de Justicia del Distrito Federal.
- VI. Lenia Batres Guadarrama, política Mexicana, antigua consejera nacional y estatal del Partido de la Revolución Democrática, ex directora general jurídica y de Gobierno de la Delegación Cuauhtémoc (2000-2002). Cursando estudios de Posgrado en la Universidad Autónoma de la Ciudad de México. Maestra en derecho Universidad Humanitas

## Actividades y servicios
La Escuela de Derecho Ponciano Arriaga ofrece constantemente a sus alumnos y profesores; coloquios, cursos, conferencias, presentaciones y pláticas en diversas materias dentro y fuera del derecho. Algunos de ellos son: 
- 1. "La Renegociación del TLC de América del Norte". (Conferencia)
- 2. "La Nueva Ley de Seguridad Interior". (Coloquio)
- 3. "10 pasos Para la recuperación ante adicciones". (Curso)
- 4. "El cambio en legislación laboral como reforma estructural... avance y proceso". (Coloquio)
- 5. "Curso se Sensibilización de Género".
- 6. "Coloquio de Derecho Administrativo".
- 7. "Brigada de Salud Sexual".

Por otra parte, la universidad cuenta con diferentes servicios como: Biblioteca "Ignacio Ramírez Calzada", Sala de cómputo, Cine club, Sistemas de becas y Clínica de Derechos Humanos.  

## Publicaciones
Recientemente la Escuela de Derecho Ponciano Arriaga editó su primer texto, de la mano del autor Pablo Sandoval Ramírez, denominado: "Democracia y Transformación Social: Un ensayo desde la sociología jurídica crítica". (2018)